# Quarta Internacional
Este artigo se centra na Quarta Internacional antes de 1963. Veja Quarta Internacional (Pós-reunificação) e Quarta Internacional (1993) para desenvolvimentos posteriores.
A Quarta Internacional (QI) é uma organização comunista internacional composta por seguidores de Leon Trótski (trotskistas), com o objetivo declarado de ajudar a classe trabalhadora a alcançar o socialismo. Historicamente, a Quarta Internacional foi fundada na França em 1938, onde Trotsky e seus seguidores, após terem sido expulsos da União Soviética, consideraram a Comintern ou Terceira Internacional como "perdida para o stalinismo" e incapaz de levar a classe trabalhadora internacional ao poder político. Assim sendo, os trotskistas fundaram sua própria Internacional Comunista.
A Quarta Internacional sofreu várias cisões ao longo de sua história: a primeira em  1940, que ocorreu somente na França, e a mais importante, que se deu no plano internacional, em 1953. Apesar de uma reunificação em 1963, vários reagrupamentos internacionais reivindicam a Quarta Internacional e a herança trotskista.
Durante parte importante de sua existência, a Quarta Internacional foi perseguida por agentes da polícia secreta soviética, reprimida por países capitalistas, como a França e os Estados Unidos, e rejeitada como ilegítima pelos seguidores da União Soviética e, posteriormente, do maoismo – uma posição ainda mantida por estes comunistas nos dias de hoje. Durante a Segunda Guerra Mundial, sob estas condições de ilegalidade e hostilidade em grande parte do mundo, ela encontrou dificuldade para manter contato entre seus membros. Quando revoltas dos trabalhadores ocorreram, eram geralmente sob a influência de grupos de inspiração soviética, de maoistas, social-democratas, anarquistas, ou de grupos de militantes nacionalistas, levando a novas derrotas para a QI e os trotskistas, que nunca conseguiram apoio semelhante. Mesmo após o repúdio do Estado soviético a Stalin e o processo de desestalinização do país, o trotskismo, apesar de sua crítica à burocratização, não viveu um processo de ampliação de sua influência. A crise vivida pelo ideário socialista, de todos os matizes, também enfraqueceu a alternativa trotskista. Ideologicamente, maoistas, comunistas de esquerda e anarquistas consideram o trotskismo – e, portanto, também a Quarta Internacional – ideologicamente falido e impotente. Apesar disso, muitas partes da América Latina e da Europa continuam a abrigar grandes grupos trotskistas, com seguidores jovens e velhos, que são atraídos pelo "anti-stalinismo" e pela retórica a favor do movimento operário internacional. Alguns desses grupos carregam o rótulo de "membro da Quarta Internacional", quer no nome de sua organização, em seus manifestos, ou em ambos.

## Trotskismos

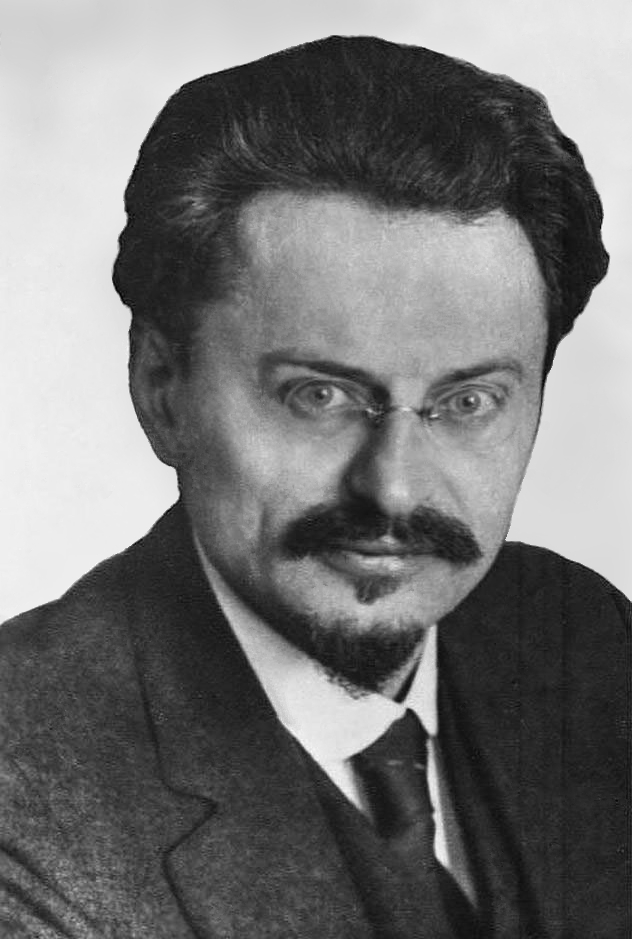
Leon Trotsky em 1929, pouco antes de ser expulso da União Soviética.

Os trotskistas se consideram opositores tanto do capitalismo quanto do stalinismo. Trotsky defendia a revolução proletária tal como estabelecida em sua teoria da revolução permanente, acreditando que um Estado operário não seria capaz de sucumbir às pressões do mundo capitalista hostil caso revoluções socialistas rapidamente tomassem conta de outros países também. Esta teoria floresceu em oposição à tese defendida pelos stalinistas de que o socialismo poderia ser atingido na União Soviética sozinha. Mais adiante, Trotsky e seus partidários criticariam duramente a natureza cada vez mais totalitária do regime de Josef Stalin. na opinião deles, é impossível de se atingir o socialismo sem democracia. Confrontados com a crescente falta de democracia na União Soviética, eles concluíram que esta não era mais um Estado operário e socialista, mas sim um Estado operário degenerado.
Trotsky e seus partidários se organizaram desde 1923 como a Oposição de Esquerda. Eles eram contra a burocratização da União Soviética, que analisaram como sendo em parte causada pelo atraso econômico e cultural e pela pobreza do país predominante agrário herdado do czarismo. A teoria de Stalin do socialismo em um só país surgiu em 1924 em oposição à teoria da revolução permanente de Trotsky, que argumentava que o capitalismo era um sistema global e que apenas uma revolução mundial seria capaz de substituí-lo pelo socialismo. Até 1924 a perspectiva internacional dos bolcheviques havia sido guiada pela posição de Trotsky. De acordo com ele, a teoria de Stalin representava os interesses burocráticos em detrimento à classe trabalhadora.
Mais tarde, Trotsky seria perseguido pelo regime stalinista – se exilando em Almaty – enquanto seus partidários seriam presos. A Oposição de Esquerda, no entanto, continuaria a atuar secretamente no seio da União Soviética. Trotsky seria expulso para a Turquia, se mudando de lá para a França, para a Noruega, e para o México, onde seria assassinado por Ramón Mercader, agente da polícia de Stalin.

## As Internacionais
Uma Internacional é uma organização internacional formada por partidos políticos ou ativistas com o objetivo de ter uma ação coordenada para atingir a um propósito comum. Há uma longa tradição entre os socialistas de se organizarem a nível internacional, tendo Karl Marx liderado a Associação Internacional dos Trabalhadores, que mais tarde ficaria conhecida como a "Primeira Internacional".
Após a Associação Internacional dos Trabalhadores se dissolver em 1876, várias tentativas foram feitas no sentido de fazê-la surgir novamente, o que culminaria na formação da Segunda Internacional em 1889. Esta, por sua vez, foi dissolvida em 1916 após desentendimentos sobre a Primeira Guerra Mundial. Embora a Segunda Internacional tenha se reorganizado em 1923 como a Internacional Socialista e Operária, os partidários da Revolução de Outubro e os bolcheviques já haviam formado a Internacional Comunista (Comintern), considerada a Terceira Internacional por eles. Esta foi organizada com base no centralismo democrático, com seus partidos-membros sendo obrigados a defender as políticas adotadas pela organização como um todo.
Ao se declararem pertencentes à Quarta Internacional, os trotskistas se afirmaram publicamente como continuadores do legado da Comintern, e das Internacionais anteriores. O reconhecimento deles da importância dessas Internacionais anteriores se associava à crença de que todas elas haviam se degenerado. Embora a Internacional Socialista, e a Comintern ainda estivessem ativas, os trotskistas não acreditavam que tais organizações eram capazes de sustentar o socialismo revolucionário e o internacionalismo.
A fundação da Quarta Internacional foi, portanto, estimulada em parte pelo desejo dos trotskistas em formar uma corrente política forte, ao invés de serem vistos apenas como a oposição comunista à Comintern e à União Soviética. Trotsky acreditava que sua formação era o mais urgente de tudo para o papel que ele queria exercer na iminente Segunda Guerra Mundial.

## Decisão de formar a Internacional
No início dos anos 1930, Trotsky e seus partidários acreditavam que a influência de Stalin sobre a Terceira Internacional ainda podia ser combatida de dentro da organização. Em 1930, se organizaram na Oposição de Esquerda Internacional, que tinha o objetivo de ser um grupo de dissidentes anti-stalinistas dentro da Terceira Internacional. Os partidários de Stalin, que dominavam a Comintern, entretanto, não toleravam mais a dissidência. Todos os trotskistas, assim como os suspeitos de serem simpatizantes do trotskismo, foram expulsos da Internacional.
De acordo com Trotsky, as políticas do Terceiro Período da Comintern – que proibia alianças dos comunistas com partidos de esquerda vistos como "burgueses" – contribuíram para a ascensão de Adolf Hitler na Alemanha. De maneira semelhante, ele criticou a política de incentivo à formação de frentes populares – que tinha como objetivo unir as forças antifascistas –, sendo esta em sua opinião semeadora de ilusões reformistas e pacifistas que "limpou o caminho para uma reviravolta fascista". Em 1935, ele alegou que a Comintern havia caído irremediavelmente nas mãos da burocracia stalinista. Ele e seus partidários, expulsos da Terceira Internacional, participaram de uma conferência em Londres dos partidos socialistas que não integravam a Internacional Socialista e a Comintern. Três desses partidos se juntaram à Oposição de Esquerda na assinatura de um documento escrito por Trotsky conclamando para a criação de uma Quarta Internacional, que ficaria conhecido como a "Declaração dos Quatro". Destes, dois logo se distanciaram do acordo, mas o Partido Revolucionário Socialista da Holanda trabalhou com a Oposição de Esquerda Internacional para criar a Liga Comunista Internacional.
Andreu Nin e alguns outros membros da Liga não apoiaram a convocação de uma nova Internacional. Este grupo priorizou o reagrupamento com outras oposições comunistas, principalmente a Oposição à Internacional Comunista (OIC), ligada à Oposição de Direita no Partido Comunista Soviético, um reagrupamento que eventualmente levou à formação do Bureau Internacional de Unidade Socialista Revolucionária. Trotsky considerou essas organizações como sendo centristas. Apesar da crítica de Trotsky, a seção espanhola da Liga se fundiu com a seção espanhola da OIC, formando o POUM. De acordo com Trotsky, a fusão era uma rendição ao centrismo. O Partido Socialista Operário da Alemanha, uma cisão de esquerda do Partido Social-Democrata da Alemanha, fundada em 1931, colaborou com a Oposição de Esquerda Internacional brevemente em 1933, mas logo abandonou a ideia de convocar uma nova Internacional.
Em 1935, Trotsky escreveu sua "Carta Aberta para a Quarta Internacional", reafirmando a "Declaração dos Quatro" e documentando as trajetórias recentes da Internacional Comunista e da Internacional Socialista. Na carta, ele conclama para a formação urgente de uma Quarta Internacional. A "Primeira Conferência Internacional para a Quarta Internacional" foi realizada em Paris em junho de 1936, devido a relatórios indicando a falta de segurança em Genebra, local onde seria realizada originalmente. Durante a reunião, a Liga Comunista Internacional foi dissolvida, sendo fundado em seu lugar o Movimento pela Quarta Internacional, seguindo as perspectivas de Trotsky.
A fundação da Quarta Internacional foi vista como mais do que a simples mudança de nome de uma tendência internacional já existente. Argumentou-se que a Terceira Internacional havia se degenerado por completo e, portanto, deveria ser vista como uma organização contrarrevolucionária que, em tempo de crise, defendia o capitalismo. Trotsky acreditava que a vinda da Segunda Guerra Mundial produziria uma onda revolucionária de lutas de classe e nacionalistas, assim como a Primeira Guerra Mundial tinha feito.
Stalin reagiu à crescente influência dos adeptos de Trotsky com um grande massacre político na União Soviética, além de patrocinar o assassinato de apoiadores e familiares de Trotsky que viviam em exílio no exterior. Agentes do governo revisaram documentos históricos e fotografias na tentativa de apagar a memória de Trotsky dos livros de história. De acordo com o historiador Mario Kessler, os partidários de Stalin recorreram ao antissemitismo para exaltar os ânimos contra Trotsky, de família judia. De acordo com Svetlana Alliluyeva, filha de Stalin, a batalha de seu pai contra Trotsky lançou as bases para suas campanhas antissemitas posteriores.

## Primeiro Congresso

Emblema da Quarta Internacional.

O princípio da Internacional era a construção de novos partidos revolucionários de massas capazes de liderar revoluções operárias bem sucedida. O surgimento de novos partidos era visto como decorrente de uma onda revolucionária que se desenvolveria durante e como resultado da iminente Segunda Guerra Mundial. Trinta delegados participaram da conferência de fundação, realizada em setembro de 1938, na casa de Alfred Rosmer nos arredores de Paris. Estiveram presentes na reunião delegados dos principais países da Europa e da América do Norte. Entretanto, devido ao custo da viagem e da longa distância, poucos delegados da Ásia e da América Latina participaram. Um Secretariado Internacional foi criado, sendo formado por muitos dos principais trotskistas de então. Nele, estavam representados a maioria dos países onde os trotskistas atuavam. Entre as resoluções adotadas pela conferência estava o "Programa Transitório".
O "Programa Transitório" (conhecido no Brasil como Programa de Transição) era a declaração programática central do congresso, resumindo as concepções estratégicas e táticas da Quarta Internacional para o período revolucionário que os trotskistas viam abrindo como resultado da guerra que Trotsky previa há alguns anos. Não é, porém, o programa definitivo da Quarta Internacional – como é muitas vezes sugerido – mas ao invés disso contém um resumo do entendimento conjuntural do movimento à época e uma série de políticas transitórias, destinadas a desenvolver a luta dos trabalhadores pelo poder.

## Segunda Guerra Mundial
Com a eclosão da Segunda Guerra Mundial em 1939, o Secretariado Internacional se mudou para Nova Iorque. O Comitê Executivo da Internacional não conseguiu se reunir, em grande parte devido a um conflito interno no Partido Socialista dos Trabalhadores dos Estados Unidos (Socialist Workers Party, SWP) entre trotskistas e a tendência de Max Shachtman, Martin Abern e James Burnham. O Secretariado era composto pelos membros deste Comitê, a maioria dos quais eram parceiros de Shachtman. A divergência girava em torno das discordâncias dos seguidores de Shachtman com a política interna do SWP e por causa da defesa incondicional da Quarta Internacional à URSS.
Trotsky abriu um debate público com Burnham e Shachtman, desenvolvendo suas posições numa série de artigos polêmicos escritos entre 1939 e 1940 e mais tarde publicados no livro Em Defesa do Marxismo. A tendência de Burnham e Shachtman abandonou a Internacional no início de 1940, assim como cerca de 40% dos membros do SWP, muitos dos quais tornaram-se membros fundadores do Partido dos Trabalhadores (Workers Party - WP).

### Conferência de emergência
Em maio de 1940 uma conferência de emergência da Internacional reuniu-se num local secreto "em algum lugar do Hemisfério Ocidental". No encontro, foi aprovado um manifesto redigido por Trotsky pouco antes de seu assassinato e uma série de ações para o trabalho da Internacional, incluindo um apelo pela reunificação das seções britânicas da Quarta Internacional, então divididas.
Membros do Secretariado que apoiavam Shachtman foram expulsos pela conferência de emergência, com o apoio do próprio Trotsky. Apesar de James Patrick Cannon, líder do SWP, declarar mais tarde não acreditar que a separação fosse definitiva, os dois grupos jamais se reuniriam novamente. Um novo Comitê Executivo foi nomeado, sendo este cada vez mais influenciado pelo SWP.
A Quarta Internacional foi duramente atingida durante a Segunda Guerra Mundial. Trotsky foi assassinado, muitas das seções européias da QI foram destruídas pelos nazistas e várias seções asiáticas foram destruídas pelo Império do Japão. Os sobreviventes, na Europa, na Ásia e em outros lugares, ficaram separados uns dos outros e do Secretariado Internacional. O novo secretário, Jean Van Heijenoort (também conhecido como Gerland), foi capaz apenas de publicar artigos na revista teórica do SWP, Fourth International. Apesar dessa falta de contato, as várias seções procuraram manter laços e algumas ligações foram mantidas durante todo o início da guerra por marinheiros que se alistaram na Marinha dos Estados Unidos e fizeram campanha em Marselha. O contato entre o SWP e os trotskistas britânicos foi constante, apesar de irregular; o resultado foi os americanos exercendo influência para incentivar a Liga Internacional dos Trabalhadores a se juntar à Internacional por meio de uma fusão com a Liga Socialista Revolucionária, uma união que havia sido solicitada pela Conferência de emergência.
Em 1942, um debate sobre a questão nacional na Europa irrompeu-se entre a maioria dos membros do SWP e uma corrente ligada a Van Heijenoort, Albert Goldman e Felix Morrow. Esta minoria antecipou que a ditadura nazista seria substituída pelo capitalismo ao invés de uma revolução socialista, levando ao ressurgimento do stalinismo e da social-democracia. Em dezembro de 1943, eles criticaram a posição do SWP por subestimar o prestígio crescente do stalinismo e as oportunidades para os capitalistas em regimes democráticos. O comitê central do SWP argumentava que o capitalismo democrático não conseguiria ressurgir e seria substituído por ditaduras militares ou revoluções operárias. Defendia que isso reforçaria a necessidade de construção da Quarta Internacional, aderindo rigidamente à interpretação das obras de Trotsky.

### Conferência européia
O debate sobre as perspectivas após o final da guerra foi acelerado pela resolução da conferência européia da Quarta Internacional, realizada em fevereiro de 1944. Durante a conferência, foi nomeado um novo Secretariado Europeu e Michel Raptis (mais conhecido como Michel Pablo), um grego residente na França, foi eleito secretário organizacional do Escritório Europeu da Internacional. Raptis e outros membros do Escritório restabeleceram o contato entre os partidos trotskistas. A conferência européia ampliou as expectativas de que uma revolução eclodiria na Itália, levando à conclusão de que uma onde revolucionária iria se alastrar pela Europa com o fim da guerra. O SWP tinha uma perspectiva semelhante. Os britânicos do Partido Comunista Revolucionário (Revolutionary Communist Party - RCP) discordaram, afirmando que o capitalismo não estava prestes a mergulhar numa crise enorme e que uma recuperação na economia já estava em andamento. Um grupo de líderes do Partido Comunista Internacionalista (Parti Communiste Internationaliste - PCI) da França, liderados por Yvan Craipeau, defendiam um ponto de vista semelhante, até que foram expulsos do PCI em 1948.

### Conferência internacional

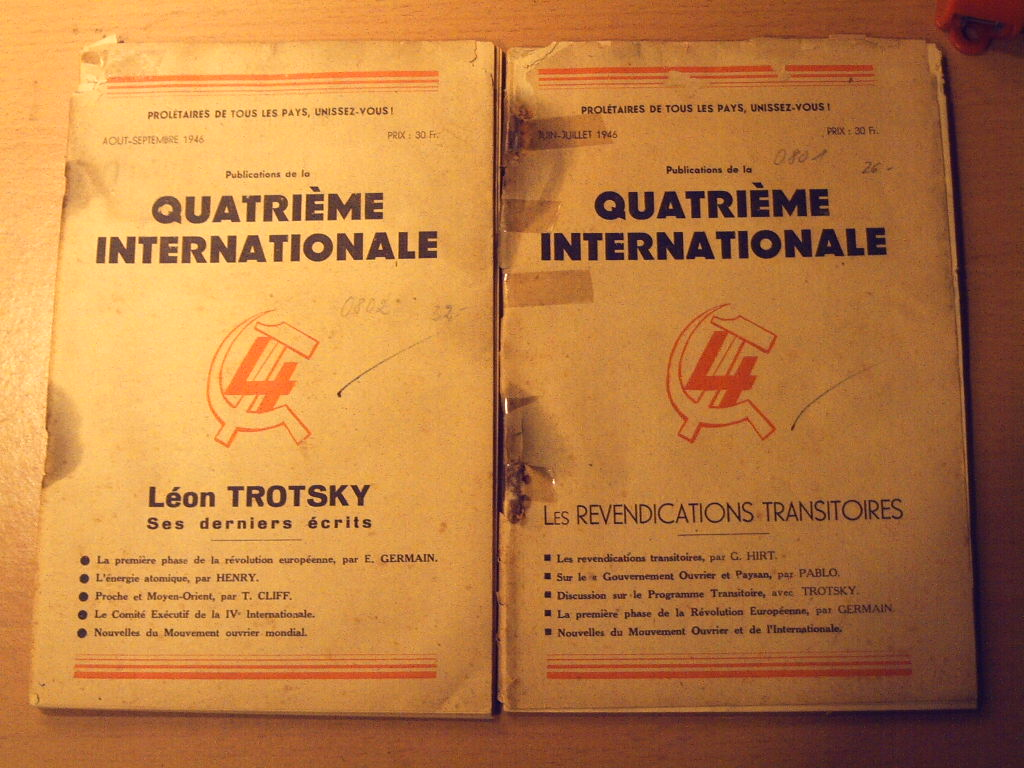
Capas de duas edições da revista Quatrième Internationale (1946).

Em abril de 1946, delegados das principais seções européias e alguns de outras seções participaram do Segundo Congresso Internacional. Este teve como meta a reconstrução do Secretariado Internacional da organização, com Michel Raptis sendo nomeado secretário e Ernest Mandel, um belga, assumindo papel de liderança.
Pablo e Mandel tinham como meta combater a oposição da maioria dos membros do RCP e do PCI. Inicialmente, encorajaram que os filiados a esses partidos a votar contra suas lideranças. Apoiaram a oposição liderada por Gerry Healy no RCP. Na França, apoiaram Pierre Frank e Marcel Bleibtreu, opositores – embora por razões diferentes – da liderança do PCI.
A ocupação stalinista do Leste Europeu foi a principal questão a ser debatida na conferência, tendo sido interpretada de várias maneiras. Em primeiro lugar, a Internacional defendeu que, enquanto a URSS era um Estado operário degenerado, os Estados do Leste Europeu no pós-guerra permaneceram sendo entidades burguesas, uma vez que a revolução de cima para baixo não era possível e o capitalismo persistiria.
Outra questão que foi debatida foi a possibilidade de que a economia iria se recuperar e o capitalismo sairia da crise. Esta possibilidade foi inicialmente negada por Mandel – que rapidamente viu-se obrigado a mudar de opinião e, mais tarde, dedicaria sua dissertação de doutorado ao chamado "capitalismo tardio" (de 1950 adiante), analisando a inesperada "terceira era" do desenvolvimento capitalista. A perspectiva de Mandel espelhava a incerteza da época sobre a viabilidade futura e as perspectivas do capitalismo, não só entre os trotskistas, mas também entre os principais economistas. Paul Samuelson havia previsto, em 1943, a possibilidade de uma "combinação de pesadelos dos piores aspectos da inflação e da deflação", mostrando preocupação de que o mundo "seria introduzido no maior período de desemprego e de desorganização industrial que qualquer economia já enfrentou". Joseph Schumpeter, por sua vez, alegou que "a opinião geral parece ser que os métodos capitalistas serão inferiores à tarefa de reconstrução". Ele considerava "não duvidar que a decadência da sociedade capitalista está muito avançada".

## Segundo Congresso
O segundo congresso mundial da Quarta Internacional foi realizado em abril de 1948 e contou com a participação de delegados de 22 seções. Nele, foi debatido uma série de questões, tais como a questão judaica, o stalinismo, o neocolonialismo e as questões específicas enfrentadas por algumas seções em certos países. A este ponto, a QI estava unida ao redor da visão de que os “estados tampões do Leste Europeu ainda eram países capitalistas.
O Congresso tornou-se especialmente notável por trazer um contato muito mais próximo entre a Internacional e grupos trotskistas de todo o mundo. Entre eles, estavam grupos significativos como o Partido Operário Revolucionário da Bolívia e o Partido Lanka Sama Samaja do então Ceilão, apesar de que os grandes grupos trotskistas do Vietnã haviam sido quase eliminados ou absorvidos pelos partidários de Ho Chi Minh.
Depois do Segundo Congresso Mundial em 1948, o Secretariado Internacional tentou estabelecer comunicação com o regime de Josip Broz Tito na Iugoslávia. Na análise dos membros da Quarta Internacional, a situação daquele país se diferenciava dos demais do Bloco do Leste porque o regime foi estabelecido por guerrilheiros que lutaram contra a ocupação nazista na Segunda Guerra Mundial – ao contrário dos demais países, onde o regime socialista foi imposto pelo exército invasor comandado por Stalin. O RCP britânico, liderado por Jock Haston e Ted Grant, foi altamente crítico dessa tentativa de aproximação.

## Terceiro Congresso
Durante o Terceiro Congresso Mundial, realizado em 1951, ficou determinado que as economias dos Estados do Leste Europeu, assim como seus respectivos regimes políticos, tinham se tornado cada vez mais semelhantes à URSS. Esses Estados foram, naquela ocasião, descritos como "estados operários deformados" numa analogia ao estado operário degenerado na Rússia. O termo "deformado" foi usado no lugar de "degenerado" porque estes Estados não foram fundados através de revoluções operárias.
O Terceiro Congresso Mundial previu a possibilidade real de uma "guerra civil internacional" num futuro próximo. Argumentou-se que partidos comunistas de massas "poderiam, sob condições favoráveis, ultrapassar os objetivos definidos para eles pela burocracia soviética e projetar uma orientação revolucionária". Dada a proximidade da suposta guerra, a QI defendia que os partidos comunistas e social-democratas seriam a única força significativa capaz de defender os trabalhadores contra o imperialismo naqueles países onde tais partidos possuíam ampla representatividade junto à massa trabalhadora.
Em consonância com esta perspectiva geopolítica, Pablo defendia que a única maneira dos trotskistas evitarem o isolamento era se as várias seções da Quarta Internacional se infiltrassem a longo prazo nos partidos comunistas ou social-democratas de massas. Essa tática ficou conhecida como entrismo sui generis, nome dado para diferenciá-la das infiltrações táticas de curto prazo empregadas antes da Segunda Guerra Mundial. Isso significava, por exemplo, que o projeto de construção de um partido trotskista independente na França seria deixado de lado, uma vez que este não era considerado politicamente viável; ao contrário, os membros da QI deveriam se infiltrar no Partido Comunista Francês.
Esta perspectiva foi aceita dentro da Quarta Internacional, mas lançou as bases para a dissolução da organização em 1953. No Terceiro Congresso Mundial, as seções concordaram que havia a possibilidade de uma guerra civil internacional irromper. Entretanto, a seção francesa não concordou com a tática de entrismo sui generis e considerou que Pablo estava subestimando o papel independente dos partidos de classe operária membros da Quarta Internacional. Os líderes das maiores organizações trotskistas na França, Bleibtreu Marcel e Pierre Lambert, se recusaram a seguir a linha da Internacional. A direção da Internacional os substituiu por um grupo minoritário, levando a uma divisão permanente na seção francesa.
Na sequência do Congresso Mundial, a linha de ação determinada pela direção da Internacional foi, em grande parte, aceita pelos grupos trotskistas em todo o mundo, incluindo o SWP norte-americano, cujo líder, James Patrick Cannon, trocou cartas com os franceses dissidentes para demonstrar seu apoio à tática do entrismo sui generis. Àquela altura, no entanto, Cannon, Gerry Healy e Ernest Mandel demonstraram estar profundamente preocupados com a evolução na linha de pensamento político de Pablo. Cannon e Healy também ficaram alarmados com a intervenção de Pablo na seção francesa, o que lhes pareceu ser um indicativo de que ele poderia usar a autoridade da Internacional para intervir em outras seções da Quarta Internacional que não concordassem que o entrismo sui generis era uma tática de ação apropriada para seus países. Em particular, as tendências minoritárias na Grã-Bretanha (liderada por John Lawrence) e nos Estados Unidos (liderada por Bert Cochran), que apoiaram o entrismo sui generis, deram a entender que o apoio de Pablo à posição delas indicava que a Internacional poderia exigir dos trotskistas em ambos os países a adotar a tática.

### Formação do Comitê Internacional da Quarta Internacional
Em 1953, o comitê nacional do SWP emitiu uma Carta Aberta aos Trotskistas em Todo o Mundo e organizou a formação do Comitê Internacional da Quarta Internacional (CIQI). Esta ruptura da Quarta Internacional inicialmente incluía, além do SWP, o The Club de Gerry Healy, o PCI (então liderado por Lambert, que havia expulsado Bleibtreu e seu grupo), o partido de Nahuel Moreno na Argentina e as seções austríacas e chinesas da QI. As seções do CIQI se retiraram do Secretariado Internacional da Quarta Internacional, o que suspendeu o direito de voto delas. Ambos os lados alegavam possuir a maior parte dos membros da ex-Internacional.
O Partido Lanka Sama Samaja, então o maior partido operário do Sri Lanka, decidiu tomar uma posição intermediária durante esta disputa. Continuava participando do Secretariado Internacional da QI, mas defendia um congresso conjunto para que este se reunificasse com o CIQI.
Um trecho da Carta Aberta explica a divisão da seguinte forma:
Resumindo: As linhas de discordância entre o revisionismo de Pablo e o trotskismo ortodoxo são tão profundas que nenhum compromisso é possível, político ou organizativo. A facção de Pablo demonstrou que não permitirá que decisões democráticas, refletindo verdadeiramente a opinião da maioria, sejam atingidas. Eles exigem a completa submissão à sua política criminosa. Eles estão determinados a retirar todos os trotskystas ortodoxos da Quarta Internacional ou amordaçá-los ou algemá-los.

O esquema deles tem sido introduzir sua conciliação stalinista fragmentada e também na forma fragmentada, livrando-se daqueles que vêem o que está acontecendo e fazem objeções.

## Do Quarto Congresso à reunificação
Durante a década seguinte, o CIQI se referiu ao resto da Internacional como Secretariado Internacional da Quarta Internacional, ressaltando sua posição de que o Secretariado não respondia pela Internacional como um todo. O Secretariado, por outro lado, continuou a se ver como dirigente da Internacional. Realizou um Quarto Congresso Mundial em 1954, com a finalidade de reagrupar e reconhecer seções reorganizadas na Grã-Bretanha, na França e nos EUA.
O CIQI se dividiu em partes que defendiam que o rompimento com o "pablismo" era permanente e outras que defendiam que era temporário. Como resultado desse debate, a organização evitou declarar-se como sendo a Quarta Internacional. Os setores que consideravam a ruptura como sendo permanente embarcaram numa discussão sobre a história e os significados desta.
As seções da Internacional que reconheciam a liderança do Secretariado Internacional mantiveram-se otimistas sobre as possibilidades de aumentar a influência política da Internacional, estendendo o entrismo nos partidos social-democratas, que já estava em curso na Grã-Bretanha, Áustria e outros países. O congresso de 1954 enfatizou o entrismo nos partidos comunistas, bem como nos partidos nacionalistas em colônias, pressionando por reformas democráticas para encorajar a esquerda dos partidos comunistas a se juntar aos trotskistas numa revolução. Se desenvolveu uma tensão entre o grupo principal, ligado a Pablo, e a minoria que argumentava, sem sucesso, contra tal tipo de ação. Parte desses delegados abandonaram o Congresso Mundial, e acabariam por deixar a Internacional por completo. Entre eles estavam o líder da seção britânica, John Lawrence, Michele Mestre (um líder da seção francesa), e Murray Dowson (líder do grupo canadense).
O Secretariado organizou um Quinto Congresso Mundial em Outubro de 1957. Mandel e Pierre Frank aclamaram a revolução argelina, supondo que era essencial uma reorientação nos Estados coloniais e neocolônias no sentido de favorecer as revoluções que emergiam de guerrilhas. De acordo com Robert Alexander, Ernest Mandel havia escrito que uma organização da Indonésia, o Partido Acoma, se havia filiado à QI em 1959, o que duraria até o golpe militar de 1965 naquele país.
O Sexto Congresso Mundial, em 1961, marcou uma diminuição das divisões políticas entre a maioria dos apoiantes do Secretariado Internacional e da liderança do SWP nos Estados Unidos. Em particular, o Congresso enfatizou o apoio à Revolução Cubana e deu uma crescente ênfase à construção de partidos nos países imperialistas. Também durante o Sexto Congresso, o Secretariado Internacional criticou o Partido Lanka Sama Samaja, sua seção do Sri Lanka, por seu suposto apoio ao Partido da Liberdade do Sri Lanka, visto como nacionalista burguês; o SWP dos EUA fez críticas semelhantes.
Em 1962, o Comitê Internacional e o Secretariado Internacional formaram uma comissão paritária para organizar um Congresso Mundial comum. Os partidários de Michel Pablo e Juan Posadas se opuseram a essa convergência. Os partidários de Posadas deixaram a Internacional em 1962. No congresso de reunificação de 1963, as seções do Comitê Internacional e do Secretariado Internacional se reunificaram, com apenas duas exceções: as seções inglesa e francesa do CIQI. A reunificação foi, em grande parte, resultado do apoio mútuo de ambas as organizações à resolução Dynamics of World Revolution de Ernest Mandel e Joseph Hansen e à Revolução Cubana. O documento de Mandel e Hansen estabeleceu uma distinção entre as tarefas revolucionárias a serem adotadas em cada tipo de país: nações imperialistas, "Estados operários", colônias e semi-colônias. Em 1963, a Quarta Internacional reunificada elegeu um Secretariado Unificado da Quarta Internacional (SU-QI), nome ainda utilizado para se referir à organização como um todo.
Por outro lado, em 1966, as seções do CI-QI que não tinham se juntado ao SU-QI, realizaram sua Terceira Conferência. Depois disso, começaram a surgir divergências entre as seções francesa (OCI) e britânica Socialist Labour League (SLL). Em 1971, a seção britânica realizou uma Conferência Internacional sem a participação da seção francesa e fundou uma nova versão da Quarta Internacional. Por outro lado, em julho de 1972, a OCI, realizou outra conferência internacional, com a participação de organizações trotskistas do Leste Europeu e da América Latina, como o Política Obrera da Argentina, liderado por Jorge Altamira e do Partido Operário Revolucionário da Bolívia, liderado por Guilhermo Lora e o Grupo Outubro do Brasil. Essa Conferência fundou o Comitê de Organização pela Reconstrução da Quarta Internacional (CORQUI).

## Desde a reunificação
Desde a reunificação de 1963, uma série de abordagens foram desenvolvidas para a Quarta Internacional no âmbito do movimento trotskista internacional:
- A Quarta Internacional (Pós-reunificação) é a única corrente a nível internacional com continuidade organizacional direta em relação à Quarta Internacional original. O Comitê Internacional e o Secretariado Internacional se reunificaram em 1963, mas sem a presença da Liga Socialista Operária (Reino Unido) e da Organização Comunista Internacionalista (França).[64] A Internacional reunificada é conhecida por muitos como o Secretariado Unificado da Quarta Internacional (SU-QI), devido ao nome de sua principal comissão, embora esta tenha sido substituída em 2003. É também a única corrente a se apresentar continuamente como "a" Quarta Internacional. É a maior corrente e líderes de outras Internacionais trotskistas ocasionalmente se referem a ela como "a Quarta Internacional": O então secretário do CIQI, Gerry Healy, ao propor a reunificação nos anos 1970, descreveu-a como "a Quarta Internacional";[66] a Tendência Socialista Internacional normalmente também se refere a ela dessa maneira.[67]
- Os grupos membros do Comitê Internacional da Quarta Internacional habitualmente descrevem a si mesmos como seções da Quarta Internacional, enquanto a organização como um todo se descreve como a "liderança da Quarta Internacional".[68] No entanto, o CIQI se apresenta como a continuidade política da Quarta Internacional e do trotskismo, e não como a própria QI. Descreve claramente sua data de criação como sendo 1953 ao invés de 1938.[69]
- Algumas tendências afirmam que a Quarta Internacional se deslocou politicamente durante o período que vai do assassinato de Trotsky até a criação do CIQI em 1953; consequentemente, elas trabalham para "reconstruir" ou "reorganizar" a Internacional. Esta visão se originou com o Luta Operária, partido político francês, e com a Tendência Espartaquista Internacional, organização dos EUA, e é compartilhada por outros grupos que divergiram do CIQI. Por exemplo, o Comitê por uma Internacional Operária, cujos fundadores saíram da QI reunificada em 1965, conclama por uma nova "Quarta Internacional revolucionária".[70] Na verdade, a IV Internacional (1993) re-proclamou a Quarta Internacional em um congresso com a participação de seções afiliadas a ela em junho de 1993.[71]
- Outros grupos trotskistas argumentam que a Quarta Internacional está morta. Eles conclamam a criação de uma nova "Internacional operária" ou uma Quinta Internacional.[72]

## Legado
Ao unir a grande maioria dos trotskistas numa única organização, a Quarta Internacional criou uma tradição que desde então já foi reivindicado por muitas organizações trotskistas.
Ecoando o Manifesto Comunista de Karl Marx e Friedrich Engels, o "Programa Transitório" terminava com a declaração: "trabalhadores – homens e mulheres – de todos os países, coloquem-se embaixo da bandeira da Quarta Internacional. É a bandeira de sua vitória que se aproxima!". Declarou também demandas a ser feitas aos capitalistas, opôs-se à burocracia da União Soviética e apoiou a ação dos trabalhadores contra o fascismo. A maioria das demandas que fez aos capitalistas continuam por cumprir. O colapso da União Soviética ocorreu, mas através de uma revolução social que conduziu à restauração do capitalismo, ao invés da revolução política proposta pelos trotskistas. Muitos grupos trotskistas têm atuado em campanhas antifascistas, mas a Quarta Internacional nunca teve papel fundamental na derrubada de regime algum.
Os grupos que seguem as tradições que abandonaram a Quarta Internacional em seus primeiros anos argumentam que, apesar das posições inicialmente corretas, ela teve pouco impacto. O Luta Operária afirma que a QI "não sobreviveu à Segunda Guerra Mundial". O movimento britânico Liberdade Operária, que segue a tradição do Partido dos Trabalhadores norte-americano, defende que "Trotsky e tudo o que ele representava foi derrotado e – temos que admitir – derrotado por todo um período histórico".
Outros grupos apontam para um impacto positivo deixado pela QI. O CIQI alega que "a [primeira] Quarta Internacional consistiu principalmente de quadros que permaneceram fiéis a seus objetivos", descrevendo muito da atividade precoce da Quarta Internacional como "correta e de baseada em princípios". A QI reunificada afirma que "a Quarta Internacional se recusou a se comprometer com o capitalismo tanto em sua variante fascista quanto democrática". Em sua opinião, "muitas das previsões feitas por Trotsky, quando fundou a Quarta Internacional se provaram erradas pela história. Mas o que vingou absolutamente foram seus principais juízos políticos".